# Be Bop Deluxe
Be Bop Deluxe fue una banda inglesa de glam, progresivo y new wave de los años 1970, cuando alcanzó una mediana popularidad y éxito comercial. Con esta banda, se hizo conocido el cantante y guitarrista de la banda Bill Nelson, único miembro permanente de la banda durante sus seis años de existencia.

## Historia
Fue formada en Wakefield, Yorkshire, Inglaterra, en 1972, por Bill Nelson, cantante y guitarrista de la banda, junto con Ian Parkin en guitarra rítmica y acústica, Robert Bryan en bajo, Nicholas Chatterton-Dew en batería y percusión y Richard Brown en los teclados, dejando este último la agrupación tras su matrimonio y catorce conciertos. En 1974, el trío lanza el primer álbum, Axe Victim, y realiza una corta gira, después del cual, ese mismo año, se disuelve y reforma a la vez con Nelson como su único miembro constante, adicionando a los exmiembros de Cockney Rebel, Milton Reame-James en los teclados y Paul Jeffreys en bajo, y también a Simon Fox, previamente en Hackensack, en batería y percusión.
Luego de unas presentaciones en vivo, Reame-James y Jeffreys salen, siendo este último sustituido por el neozelandés Charles Tumahai. El trío conformado por Nelson, Fox y Tumahai grabó el álbum Futurama, lanzado en 1975. Ese mismo año y para la gira del disco, el grupo incluyó en los teclados a Andy Clark, quien tras el tour se convirtió en cuarto miembro.
Como cuarteto, Be Bop Deluxe grabaría su álbum más destacado, Sunburst Finish, lanzado en febrero de 1976, cuya canción "Ships In The Night" fue un éxito en Reino Unido y Estados Unidos. El éxito del disco, hizo que la banda se presente en Top Of The Pops y prepare una gira en por Estados Unidos. La canción "Ships In The Night" también fue el debut discográfico de Ian Nelson, hermano de Bill, en saxofón.
En 1977, la banda lanza su cuarto álbum, Modern Music, y en 1978, el quinto y último, Drastic Plastic. En este último disco, la banda está más influenciada por el punk y new wave, géneros de esa época, así como del álbum Low de David Bowie, sonando diferente a álbumes anteriores, en los que destacaba un estilo más progresivo y en los que Nelson hacía predominar su uso de la guitarra.
Poco después, Bill Nelson disuelve la banda, y forma Red Noise, junto a su hermano Ian en el saxofón y el también ex-Be Bop Deluxe Andy Clark en los teclados y sintetizadores. La nueva agrupación continuaba con el estilo electrónico de Drastic Plastic (que luego Nelson haría permanente al retomar su carrera solista) pero se disuelve después del lanzamiento del álbum Sound On Sound, en 1979.
Finalizada su etapa con bandas y la década de 1970, Bill Nelson retomó su carrera solista, que hasta ahora continúa. En la década de 1990, él tenía planeado la reunión de Be Bop Deluxe, en compañía de su hermano Ian, proyecto que al final fue abandonado.
Después de la separación de Be-Bop Deluxe, algunos miembros fueron muriendo con el paso de los años: mientras celebraban su luna de miel, el bajista Paul Jeffreys y su esposa fueron víctimas del atentado contra el Vuelo 103 de Pan Am, en Lockerbie, Escocia el 21 de diciembre de 1988; Ian Parkin y Charles Tumahai (quien regresó en 1985 a Nueva Zelanda, donde sería conocido como miembro de la banda de reggae Herbs), el 1 de julio y 21 de diciembre de 1995, respectivamente; e Ian Nelson, encontrado sin vida en su cama el 23 de abril de 2006, día en que iba a cumplir 50 años, habiendo fallecido mientras dormía.

## Discografía
- Axe Victim (1974)
- Futurama (1975)
- Sunburst Finish (1976)
- Modern Music (1977)
- Drastic Plastic (1978)